# Cockrell Hill
Cockrell Hill város az USA Texas államában, Dallas megyében. Lakosainak száma 3815 fő (2020. április 1.).

## Népesség
A település népességének változása:

| 2010 | 4 193 |
| 2020 | 3 815 |